# 网纹雪锉蛤
网纹雪锉蛤（学名：Limaria amakusaensis），是莺蛤目狐蛤科雪锉蛤属的一种。主要分布于中国大陆，常栖息在水深96.5米、砂泥底质、仅见于潮下带。